# Zamora (rzeka)
Zamora – rzeka w południowym Ekwadorze. Jest prawobrzeżnym dopływem Santiago, a jej długość to około 183 km.